# Нортленд (регіон)
Нортленд (англ. Northland, маор. Te Tai tokerau) — один з шістнадцяти регіонів Нової Зеландії, розташований на крайньому півночі Північного острова, звідки й назва «північна земля». Адміністративний центр — місто Фангареї. Населення регіону становить 158 700 осіб, площа — 13 296 км², щільність 11.94 осіб/км². До складу регіону входить три територіальних управління: Фар-Норт, Кайпара, Фангареї